# Lagostrophus fasciatus
El ualabí liebre de bandas (Lagostrophus fasciatus) es una especie de marsupial diprotodonto de la familia Macropodidae endémica de las islas Bernier (24°50′57″S 113°8′14″E / -24.84917, 113.13722) y Dorre (25°3′26″S 113°6′4″E / -25.05722, 113.10111), al occidente de Australia. Una pequeña población ha sido encontrada recientemente en la isla Faure (25°51′22″S 113°53′35″E / -25.85611, 113.89306). Es la única especie del género Lagostrophus y la evidencia ha sugerido que este ualabí sería el único miembro vivo de la subfamilia Sthenurinae, y una filogenia basada en la osteología de los macropódidos ha encontrado que el ualabí liebre es ciertamente el remanente de un linaje antiguo, lo cual coincide con otras evaluaciones (moleculares) de la historia evolutiva de L. fasciatus. Sin embargo, los autores de este último análisis no apoyaron la clasificación del ualabí liebre dentro de Sthenurinae, sugiriendo en cambio que pertenece a un clado plesiomórfico que divergió de los demás macropódidos a principios del Mioceno y lo situaron en una nueva subfamilia denominada Lagostrophinae. Esta subfamilia incluye a ualabí liebre y al género fósil Troposodon.
Anteriormente se encontraba en la porción continental del suroccidente de Australia, pero se considera extinguida en el continente desde 1963, donde la última evidencia de la presencia de ejemplares vivos fue registrada en 1906. Es posible que la devastación de la especie ocurriera por la pérdida de su hábitat, la deforestación, la competencia por comida con especies introducidas y la presencia de predadores adicionales.

## Comportamiento
Tiene hábitos nocturnos y tiende a vivir en grupos en los sitios donde anida; es una especie completamente social. Los nidos se ubican en matorrales bajo ramajes muy densos. Este macrópodo prefiere vivir en los chaparrales de acacias sombrilla (Acacia ligulata). 
Mide 80 cm desde la cabeza hasta la punta de la cola, de los cuales 37,5 cm corresponden a la cola. Su nariz es corta. El macho pesa entre 1,3 y 2,1 kg (en promedio 1,7 kg), pero las hembras pesan más que los machos y pueden llegar hasta los 3 kg. El pelo es largo, completamente gris en la cara, moteado con amarillo y plata en el cuerpo, se convierte en gris claro en el bajo vientre. Presenta franjas obscuras horizontales desde la mitad de la espalda hasta la base de la cola. 

## Alimentación
Es vegetariano y obtiene parte del agua que necesita de la propia comida. Prefiere las hierbas y frutas. El macho es muy agresivo, especialmente en la competencia por comida con otros machos, pero el mismo comportamiento no lo observa contra las hembras. 

## Reproducción
La época de apareamiento comienza en diciembre y culmina en septiembre. Madura sexualmente cuando tiene un año de edad y la hembra está criando en el segundo año, pudiendo tener hasta dos crías sucesivas por año. Las crías permanecen en la bolsa de la madre por 6 meses y continúan la lactancia otros 3 meses. La madre usualmente tiene un embrión extra, que eventualmente puede sustituir una cría que fallece en su bolsa.

## Subespecies
Se han descrito las siguientes subespecies:
- Lagostrophus fasciatus fasciatus
- Lagostrophus fasciatus baudinettei